# Super Monkey Ball Deluxe
Super Monkey Ball Deluxe — игра серии Super Monkey Ball, выпущенная для консолей PlayStation 2 и Xbox. На обеих консолях игра получила статус «бестселлера» («Greatest Hits» для PlayStation 2 и «Platinum Hits» для Xbox).

## Геймплей
Геймплей игры похож на другие игры серии Super Monkey Ball. Игроку необходимо дойти до цели через платформы, составляющие весь уровень — так называемый «пол». Уровень надо пройти за определённое время. Во время движения по платформам, игрок может собирать бананы. Они дают дополнительные очки или жизнь. Если персонаж вылетит за пределы уровня, он потеряет жизнь. Если игрок достигает дугообразных ворот в конце уровня, игрок автоматически переходит к следующему этапу. Кроме того, в режиме «История» имеются несколько видов сложности: новичок, средний и эксперт.
Всего в игре 310 уровней; 114 из них встречалась в Super Monkey Ball, 149 — в Super Monkey Ball 2. Остальные 47 уровней созданы эксклюзивно для этой игры. Каждый уровень назван из-за преобладания какого-либа цвета.

### Режимы
В игре доступны несколько режимов. Основной из них — режим «История» (англ. Story), где Айай, Мими, Малыш и Гонгон должны отомстить доктору Бад-Буна, который украл все бананы острова для ещё более злой цели. Игрок должен по выбору пройти десять «миров», каждый из которых содержит 20 уровней. Однако, чтобы перейти к следующему миру, нужно только пройти 10 уровней. В режиме игроку дается неограниченное количество жизней.
Режим «Конкурс» (англ. Competition) представляет собой мультиплеер, имеющий поддержку до 4 игроков. Победителем становится тот игрок, который собрал больше бананов.
В режиме «Практика» (англ. Practice) игрок может выбрать любой уровень, чтобы освоиться в прохождении игры.
Режим «Вызов» (англ. Challenge) имеет 4 вида сложности: «Начинающий» (англ. Beginner), «Продвинутый» (англ. Advanced), «Эксперт» (англ. Expert) и «Мастер» (англ. Master). В сложности «Начинающий» всего доступно 40 уровней, «Продвинутый» — 70, «Эксперт» — 100, «Мастер» — 20. Каждый уровень сложности имеет по 20 бонусных этапов (за исключением «Мастер», где доступны всего 10 бонусных уровней). Игроку дается 3 жизни и 5 продолжений для завершения каждого уровня в выбранной им сложности. В этом режиме может играть до 4 игроков.

### Мини-игры
Super Monkey Ball Deluxe включает 20 мини-игр, которые появились в первых двух играх серии Super Monkey Ball. В отличие от других игр серии, мини-игры в Super Monkey Ball Deluxe доступны сразу. Имеет поддержка мультиплеера до 4 игроков.

### Персонажи
- Айай — главный герой игры и единственный играбельный персонаж в режиме «История». Будущий отец и муж. Является лидером группы, которая возвращает бананы и мстит за это доктору Бад-Буну.
- Мими — будущая мама и жена Айая. Носит украшения, сделанные из цветов
- Малыш — ребёнок Айая и Мими. Плачет редко, но если он это делает, то очень громко, и только Мими может его успокоить.
- Гонгон — бывший соперник Айая, сейчас лучший друг. Несмотря на то, что он ведёт перед людьми неподобающе, но он больше всего верит в дружбу, что делает его надёжным союзником. Самый сильный персонаж.
- Доктор Бад-Бун — главный злодей игры, устраивающий пакости команде Айая. В мире будущего он влюбился в Мими и попросил её выйти за него замуж. Но так как она замужем за Айаем, то доктор делает всё, чтобы разрушить семью.
- Помощник доктора Бад-Буна — безымянный помощник главного злодея. Он пугает своим поведением, но по характеру — скромняга.

## Оценки и мнения
| Сводный рейтинг    | Сводный рейтинг | Сводный рейтинг |
| Издание            | Оценка          | Оценка          |
| Издание            | PS2             | Xbox            |
| ------------------ | --------------- | --------------- |
| GameRankings       | 77,56 %         | 80,46 %         |
| Game Ratio         | 77 %            | 81 %            |
| Metacritic         | 78/100          | 81/100          |
| MobyRank           | 76/100          | 80/100          |
| Иноязычные издания |                 |                 |
| Издание            | Оценка          | Оценка          |
| Издание            | PS2             | Xbox            |
| 1UP.com            | B+              | B+              |
| AllGame            | [ 10 ]          | [ 11 ]          |
| Eurogamer          | 8/10            | 8/10            |
| G4                 | [ 13 ]          | [ 13 ]          |
| GameRevolution     | B-              | B-              |
| GameSpot           | 7,9/10          | 7,9/10          |
| GameSpy            | [ 16 ]          | [ 17 ]          |
| GameZone           | N/A             | 7,7/10          |
| IGN                | 7,9/10          | 8,4/10          |
| OXM                | N/A             | 72/100          |
| PALGN              | N/A             | 8/10            |
| TeamXbox           | N/A             | 8/10            |
| GameStats          | 7,8/10          | 8,2/10          |

Super Monkey Ball Deluxe получила положительные оценки от сайтов и журналов. Критики высоко оценили простой геймплей и мини-игры, но из-за звука, графики и сходства с первыми двумя играми серии сайты и журналы снизили оценку игре.
Средняя оценка игры от сайта-агрегатора Metacritic для Xbox-версии игры составляет 81 балл из 100 возможных, а версии для PlayStation 2 — 78 баллов. Согласно другому агрегатору GameRankings рейтинг PlayStation 2-версии равен 77,56 %, а Xbox-версии — 80,46 %.
GameSpot оценил обе версии игры в 7,9 баллов из 10 возможных, отметив, что «серия Monkey Ball всегда была созданием причудливых и энергичных чувств, и это ещё присутствует в Deluxe». 1UP.com также поставил ранг B+ обеим версиям, заявив, что «это удивительно хороший способ за несколько долларов провести много, много, много часов» за игрой. Критик из Eurogamer заметил, что игра стала проще благодаря мини-играм и режиму «История». Кроме того, сайт отметил, что благодаря простому прохождению, Super Monkey Ball Deluxe стала доступна для более широкой аудитории.
Критики прокомментировали отсутствие интернет-функции в игре как большой недостаток, особенно когда речь идёт о многопользовательских мини-играх. IGN, который дал игре для Xbox 8,4 баллов из 10, сказал, что «это уму непостижимо, чтобы думать о возможности онлайн-турниров и лидеров в Monkey Ball». Этот же сайт подверг критике звуковые эффекты, заявив, что игроков, которые играют в первый раз, звук будет раздражать. GameSpot критиковал графику игры, поскольку она не такая чёткая, как было в первых играх серии на Nintendo GameCube. Сайты и журналы считают, что версия для PlayStation 2 оказалась несколько хуже версии игры на Xbox. В обзоре Super Monkey Ball Deluxe сайт GameSpy объяснил, что версия игры для PlayStation 2 страдает от «откровенно неприемлемых» загрузок и тормозов.